# Ángel Andrade
Ángel Andrade Blázquez (Ciudad Real, 1866-Ciudad Real, 1932) fue un pintor español que desarrolló la mayor parte de su obra en Madrid y Ciudad Real.

## Biografía

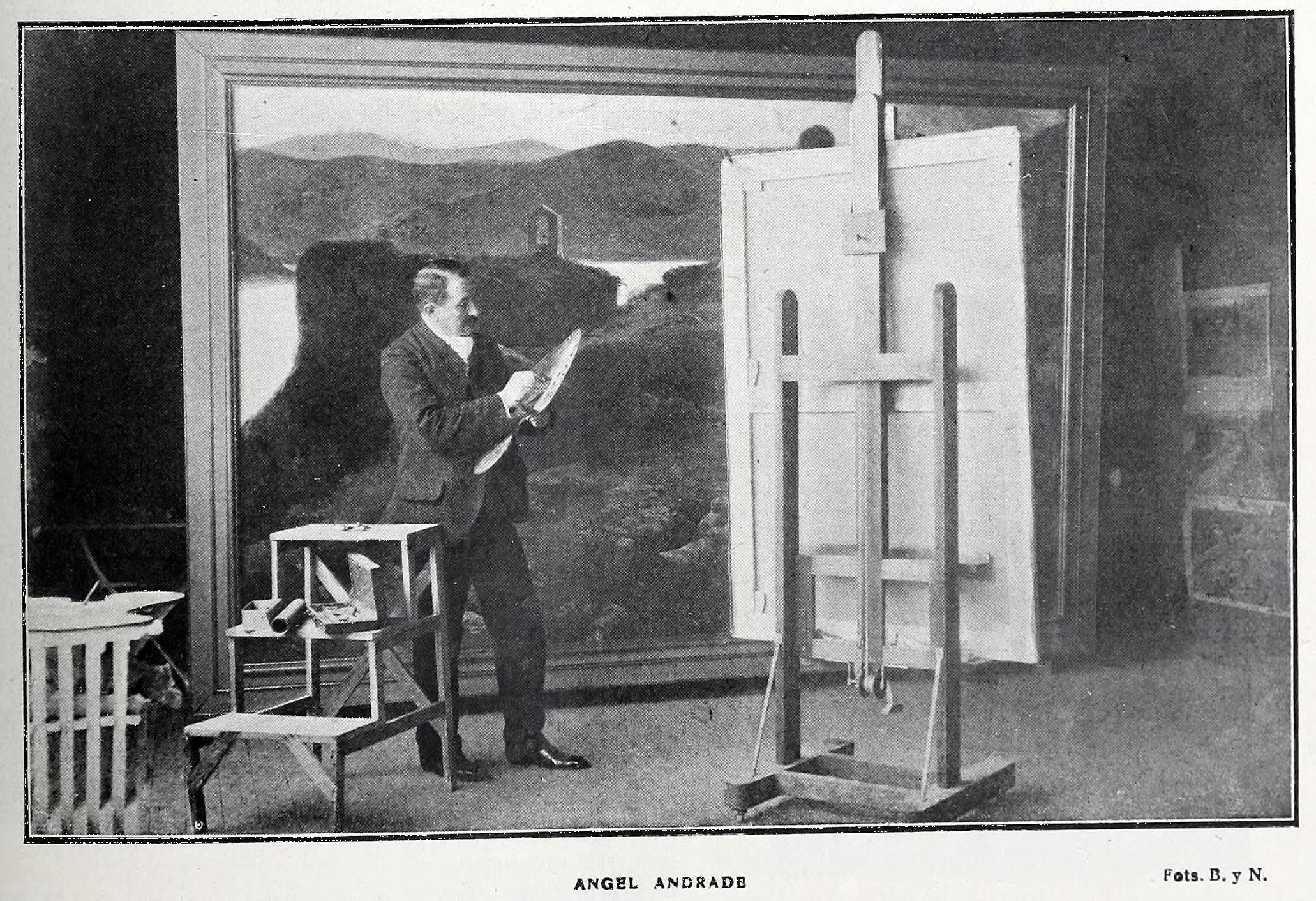
Andrade en faena (1906)

Nacido en Ciudad Real el 15 de mayo de 1866, realizó sus primeros estudios en los talleres de arte decorativo de Giorgio Busato y Bonard en Madrid. Pasó después a la Escuela de Arte e Industria y, por último, a la Escuela Superior de Pintura, Escultura y Grabado organizada por la Real Academia de Bellas Artes de San Fernando, donde ingresó en 1884 gracias a una beca de la Diputación de Ciudad Real. En la Escuela tuvo como profesor al pintor paisajista Carlos de Haes. También tuvo como maestro a Luis Madrazo. Falleció en el 18 de noviembre de 1932 en su ciudad natal.

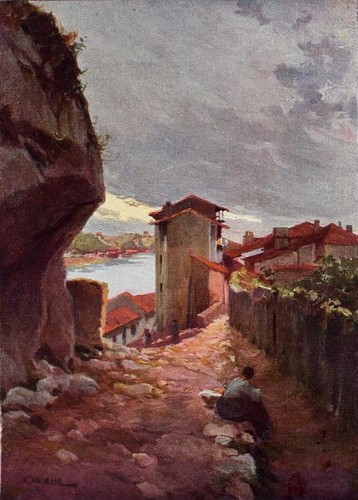
Paisaje de San Vicente de la Barquera (hacia 1904).

Su obra, durante un tiempo olvidada por la crítica, fue catalogada por primera vez por el escultor Jerónimo López-Salazar Martínez en su libro Catálogo de las obras artísticas de la Diputación Provincial de Ciudad Real, editado en 1979. Carmen López-Salazar Pérez editó un libro sobre su vida y la evolución estilística de su obra en 1982, reeditado por la BAM número 54 (Biblioteca de Autores Manchegos) en el año 1989. Se le ha considerado el descubridor de Antonio López Torres.[cita requerida]

## Estilo
En los inicios, su pintura se ve influida por el eclecticismo de finales del siglo XIX, pero a partir de 1894 adquiere cada vez mayor vigor. Toma entonces tintes postimpresionistas, que abren su paleta a nuevos matices. En los últimos años de su vida redujo el formato de sus creaciones, pintando pequeñas tablillas, que pudieron influir en el joven López Torres. La mayor parte de su obra se encuentra en colecciones privadas, en el Museo Provincial y en la Diputación de Ciudad Real.